# ギルマン
ギルマン（Gill-man）は、『大アマゾンの半魚人』『半魚人の逆襲』『半魚人我らの中を往く』に登場する半魚人。スーツアクターはベン・チャップマン、トム・ヘネシー、ドン・メゴワンが担当し、水中のシーンは全作品でリコウ・ブラウニングが担当した。
登場作品数は少ないものの、ドラキュラ伯爵、狼男、フランケンシュタインの怪物、ミイラ男（カーリス）に並ぶユニバーサル・モンスターズの看板モンスターとして知られており、後年のモンスター映画にも度々カメオ出演している。

## コンセプトデザイン

### 造形

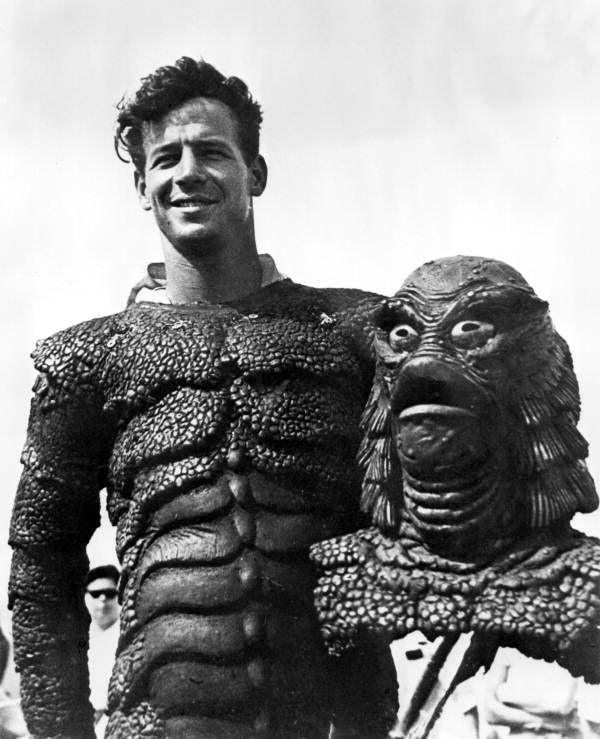
ギルマンのスーツを着たリコウ・ブラウニング

1941年、プロデューサーのウィリアム・アランドが『市民ケーン』の撮影中のパーティーの席で、撮影監督ガブリエル・フィグエロアから「アマゾン川に伝わる半魚人の怪物の伝説」の話を聞かされる。フィグエロアは伝説を確かめにアマゾンに向かった友人の話を聞かせ、半魚人伝説のドキュメンタリーを撮影した。彼の話を聞いたアランドは、10年後に「The Sea Monster」という脚本を書き上げた。半魚人のデザインは様々な案が検討され、アランドは人間が水生発達した姿をイメージし、「哀しく美しいモンスター」と表現している。当初は鰓がなくウナギのように滑らかで女性的な姿だった。
決定されたデザインはウォルト・ディズニー・カンパニーのイラストレーター経験者のミリセント・パトリックがデザインしたが、彼女の功績はメイクアップアーティストとしてクレジットされたバド・ウェストモアの陰に隠れてしまい、半世紀の間正当な評価を得られなかった。ギルマンのスーツは気密性の高いスポンジゴム製で、1万5,000ドルの費用をかけて作られた。撮影はフロリダ州北部のワクラスプリングス州立公園で行われ、一部のシーンはジャクソンビルのアコスタ橋付近で撮影された。水中のシーンではゴムホースから空気をスーツに送り撮影した。

### 生態

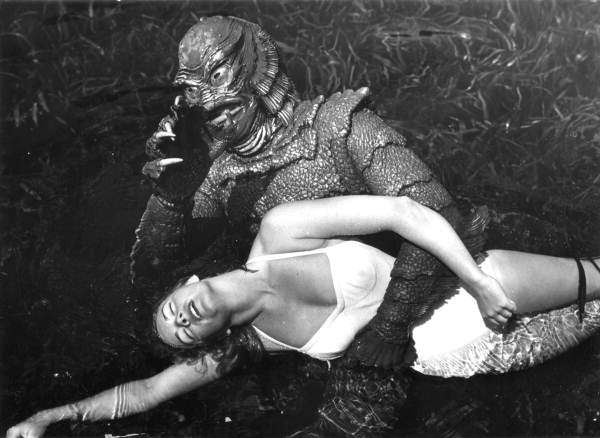
『半魚人の逆襲』のギルマン

ギルマンは完全な両生類で、水中と陸上の両方で呼吸ができ、血液の35%は核がない白血球で構成されている。超人的な腕力を持ち、鋭い爪のある大きな水かきのある手をしている。また、鱗状の皮膚は固く、治癒因子と組み合わさることで銃撃を受けても生き延びることができる。この他に、第3作では肺が存在することが描写されている。ギルマンはロテノンに弱い他、暗い水中で生息しているため光を浴びると羞明を引き起こす。
カール・ドレッドストーンによるノベライズ版では雌雄同体で、恒温動物・変温動物の性質と長い尾を持つ体重30トンの巨人と設定されている。また、ポール・ディ・フィリッポの小説『Time's Black Lagoon』では、ギルマンの先祖はデボン紀に地球に降り立った地球外生命体となっている。この種族はテレパシーを使い意思の疎通を行っていたが、疫病にかかり退化した挙句に全滅してしまい、その唯一の生き残りがギルマンとなっている。

## 劇中での活躍

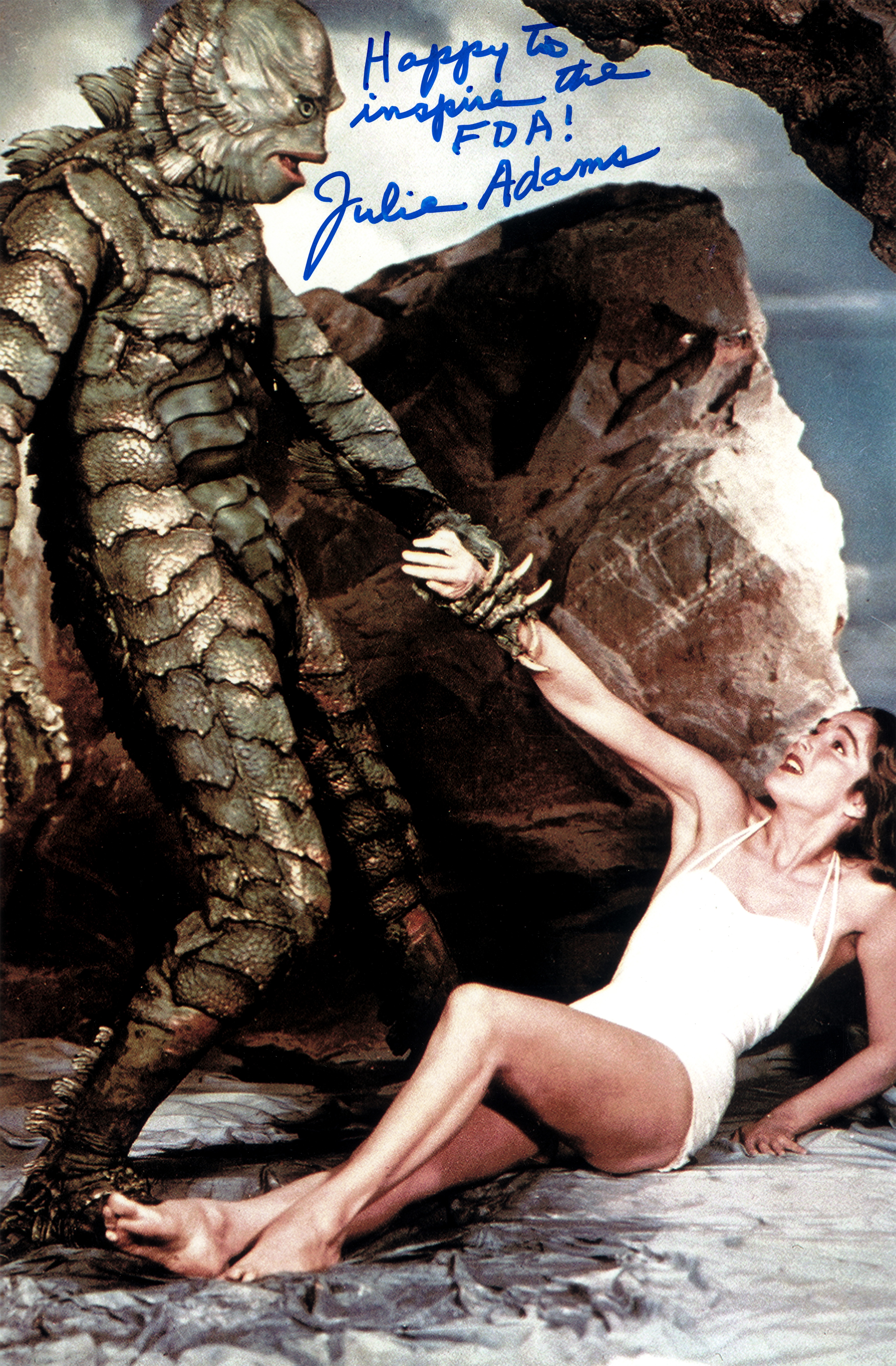
『大アマゾンの半魚人』のギルマンとジュリー・アダムス

### 『大アマゾンの半魚人』
デボン紀に繁栄した両生類の生き残りであるギルマンは、アマゾン熱帯雨林の奥地にある人類未踏のラグーンで暮らしており、現地人からは「半魚人」として伝説が語り継がれていた。ギルマンの化石が発見されたことにより、海洋生物学研究所から調査団がアマゾンに派遣される。ギルマンは調査団に捕獲されそうになり抵抗し、調査船を入江に封じ込める。所長のウィリアムスが殺され、ギルマンは女性所員のケイに興味を抱き彼女を連れ去ろうとするが、マイアに撃たれ入江に沈んでいく。

### 『半魚人の逆襲』
前作から1年後。ギルマンが生存していることが判明し、再びアメリカから調査団がアマゾンに派遣される。水中に仕掛けられた爆薬で気絶したギルマンは捕獲され、フロリダ州のオーシャン・ハーバー海洋水族館で研究される。ギルマンは水族館側の意図により見世物にされるが、隙を突いて水族館から脱走する。ギルマンは女性研究者のヘレンに興味を抱き、恋人クリートの目の前で彼女を誘拐して海に逃亡する。クリートと警察に追い詰められたギルマンは、警察の銃撃により死亡する。

### 『半魚人我らの中を往く』
フロリダ州の川で生き永らえていたギルマンはバートン博士のチームに発見され、火あぶりにされる。火あぶりにされた結果、ギルマンの身体から鱗や鰓が剥げ落ちてしまい、バートンたちは蘇生させるために外科手術を行う。その際、X線検査でギルマンの体内に肺があることが判明し、バートンは気管切開手術を施して蘇生に成功する。ギルマンはスーツを着せられカリフォルニア州に移送され電気柵の中に閉じ込められる。バートンは妻マルシアの浮気を疑い、その相手だと信じ込んだジェドを殺害してギルマンに罪を着せようとするが、ギルマンはバートンを殺して海に逃げる。

## カメオ出演
ギルマンは『Mad Monster Party?』『The Colgate Comedy Hour』『マンスターズ』などの映画やテレビドラマに度々カメオ出演している。『ドラキュリアン』では主要モンスターとして登場し、ドラキュラ・フランケンシュタインの怪物・ミイラ男・狼男と共に世界を支配できる力を宿す魔法の秘石を手に入れるため暗躍する。映画に登場させるに際して、ライセンスの問題からスタン・ウィンストンによってオリジナルデザインを基に新しくデザインし直されている。ウィンストンと共にギルマンのデザインを担当したトム・ウッドラフ・ジュニアは、後に『エイリアン3』以降のエイリアン・シリーズで活躍することになる。

## リメイク

### ゲイリー・ロスの企画
2007年3月、プロデューサーのゲイリー・ロスは『大アマゾンの半魚人』のリメイク計画を発表し、ギルマンの起源について「熱帯雨林が利益のために利用されている」と語り、アマゾンの製薬会社による環境汚染が原因で発生した存在に再定義した。しかし、2009年に監督に起用されていたブレック・アイスナーが製作の中止を発表した。

### ダーク・ユニバース
歴代モンスター映画をリブートしたダーク・ユニバースの企画の中で、ギルマンが登場する『大アマゾンの半魚人』もリブートすることが検討されている。シリーズ第1作となる『ザ・マミー/呪われた砂漠の王女』では、秘密機関プロディジウムの研究施設内に半魚人の手の標本があり、ギルマンの存在を示唆している。

## アトラクション
ユニバーサル・スタジオ・ハリウッドには、『大アマゾンの半魚人』をテーマにしたアトラクション「Creature from the Black Lagoon: The Musical」が存在した。このアトラクションは2009年7月1日から設置され、2010年3月9日に閉鎖となった。